# Cornelia Bera
Cornelia Bera (* 5. April 1959 in Berlin) ist eine deutsche Autorin.

## Leben
Aufgewachsen ist Bera in Berlin und absolvierte nach der 10. Klasse eine Ausbildung zur Gärtnerin. 1979 legte sie das Abitur ab und studierte anschließend an der Humboldt-Universität Berlin, Sektion Gartenbau. Seit 1984 arbeitete sie als Diplom-Gartenbauingenieurin. 1987 zog sie mit ihrem Mann und ihren beiden Kindern in die Siedlung Gorinsee bei Schönwalde. Nebenberuflich betreute sie von 1989 bis 2004 die Bibliothek in Schönwalde.
Ab 1991 arbeitete sie im Buchhandel und in verschiedenen Bibliotheken. Seit 2003 ist sie als freiberufliche Autorin tätig und mit „Literarischen Lesungen“ und „Märchen aus der Truhe“ in Berlin und  Brandenburg unterwegs.
Ihr erstes Gedicht veröffentlichte Cornelia Bera im Jahr 1971.

## Veröffentlichungen
- Gorinsee – Geschichte und Geschichten einer Siedlung im Barnim. Hendrik Bäßler Verlag Berlin, 2024. ISBN 978-3-910447-38-7
- Das Geheimnis der Erdäpfel. Kinderbuch. Verlag Andrea Schröder Bernau 2021. ISBN 978-3-944990-83-5
- Nanu, wer pikst denn da? Kinderbuch. Verlag Andrea Schröder Bernau 2021. ISBN 978-3-944990-82-8
- Im geheimnisvollen Turm. Kinderbuch. Verlag Andrea Schröder Bernau. ISBN 978-3-944990-81-1
- Als die Waldohreule den Mond besuchte. Kinderbuch, ab 5 Jahre. Verlag Andrea Schröder, Bernau. ISBN 978-3-944990-80-4
- Pinja und der Schneekönig. Kinderbuch, ab 9 Jahre. Verlag Andrea Schröder, Bernau. ISBN 978-3-944990-26-2
- Mit der Postkutsche durchs Märchenland. Spica Verlag, Neubrandenburg 2017. ISBN 978-3-946732-30-3
- Willi, der mit der 25 am Heck. Omnino Verlag, Berlin 2017. ISBN 978-3-95894-040-6 (Print); ISBN 978-3-95894-041-3 (E-Book)
- Brise und die Abenteuer mit Wüstenwinds Mütze. Im Sponsoring mit enviaM, Verlag Andrea Schröder, 2017
- Auch ein Haar wirft einen Schatten in Kurzschrift (1 Band) und in Vollschrift (2 Bände). Deutsche Zentralbücherei für Blinde, Leipzig 2016
- Wer den Wind wirklich kennt … DAISY-Hörbuch. Deutsche Zentralbücherei für Blinde, Leipzig 2015
- Als die Birke mit dem Wind verreiste. Verlag Andrea Schröder, 2014. ISBN 978-3-944990-10-1
- Postfach: Katzenhimmel. Mariposa Verlag, 2013. ISBN 978-3-927708-95-2
- Wer den Wind wirklich kennt … Gedichte, trafo Verlag, 2013. ISBN 978-3-86465-025-3
- Auch ein Haar wirft einen Schatten und andere Geschichten. trafo Verlag, 2008. ISBN 978-3-89626-377-3
- Ach, du liebes Rumpelkäppchen. Care-Line Verlag, 2006. ISBN 3-937252-85-1

## Veröffentlichungen in Anthologien
- Gabriele Bensberg (Hrsg.): Von weißen und schwarzen Schafen. Anthologie, Engelsdorfer Verlag, 2011. ISBN 978-3-86268-584-4
- Rainer Stecher: Tierische und andere Offerten. Engelsdorfer Verlag, 2010. ISBN 978-3-86901-776-1
- Gabriele Bensberg: Schwanenhals und Krähenfüße – Texte von Frauen. 2009. ISBN 3-86901-169-6
- Reflexionen. (Zehn Jahre Schreibwerkstätten Bernau) Human-Verlag, 2007. ISBN 978-3-9811980-0-3
- Die Erde dreht sich unter meinen Füßen – Märkischer Almanach 2. Docupoint-Verlag, Magdeburg 2006. ISBN 3-939665-20-7